# سلطعون ملك
السلطعون الملك أو ملك السلطعونات (الاسم العلمي: Lithodidae)، هو تصنيف يشبه السلطعونات عشاريات الأرجل وتوجد بشكل أساسي في البحار الباردة. نظرًا لحجمه الكبير وطعم لحمه الجيد، يتم صيد أنواع كثيرة منه وبيعها كغذاء، وأكثر أنواعه شيوعًا هو السلطعون الملك الأحمر (Paralithodes camtschaticus).